# Heinrich (Mecklenburg-Stargard)
Heinrich, Herzog zu Mecklenburg-Stargard (* vor 1412; † zw. 26. Mai u. 20. August 1466) war von 1417 bis 1466 regierender Fürst als Herzog zu Mecklenburg-Stargard mit Neubrandenburg, Stargard, Strelitz und Wesenberg (mit der Lize). Zur Unterscheidung von Herzog  Heinrich IV. auch „der Ältere“ genannt.

## Leben
Heinrich wurde vor 1412 geboren als jüngstes Kind aus des Herzogs Ulrich I. und seiner Frau Margerete. Er regierte, anfangs unter Vormundschaft, zu Neubrandenburg. Im Jahr 1436 erbten er, sein Vetter Johann III., Herzog zu Mecklenburg-Stargard, und  Heinrich IV., Herzog zu Mecklenburg [-Schwerin], die Herrschaft Werle. Nach dem Tod von Johann III. herrschte er wieder über das gesamte Herzogtum Mecklenburg-Stargard.

Heinrich galt als kriegsfreudiger Herrscher und den Nachbarn als arger Räuber. Thomas Kantzow schrieb: 

„Diesser Heinnrich streiffete offt in die Marck und Land zu Stetin, und was allen Kühen gram, die in anderen Landen weren, und treib sie in sein Land, also das sich Hertzog Jochim von Stettin verwunderte, wo er doch alle Hewte mochte lassen, und verbant sich darum mit Marggraff Fridrich und seinem Vettern Hertzog Barnim von Bart, das sie widderum seiner Kuhe wolten kosten, und gewunnen ime ab Waldeck, Lichen und Galembeck 1440. Daranach wurts vertragen, also das der Marggraf Lichem behielt und den andern Erstatung des Schadens geschach.“

Unter seiner Regentschaft wurde 1442 der Frieden zu Wittstock geschlossen, der die Grenzen des mecklenburgischen Staatsgebietes im Südosten dauerhaft fixierte.

## Ehen und Nachkommen
Heinrich war dreimal verheiratet:
- (1.) mit Jutta († 1427), Tochter des Fürsten Nikolaus V. von Werle-Waren
- (2.) mit Ingeburg eine Tochter Herzog Bogislaw VIII. von Pommern
- (3.) ab 1452 mit Margarete Tochter des Herzogs Friedrich II. (d. Ältere oder der Fromme) von Braunschweig-Lüneburg

Kinder aus diesen Ehen waren:
1. Ulrich II., Herzog zu Mecklenburg-Stargard
2. Margarete († vor 1451)
3. Magdalene († 2. April 1532) ⚭ Wartislaw X. von Pommern
4. Anna, Nonne im Kloster Ribnitz († 7. Januar 1498)